# Hvalsøspillemændene
Hvalsøspillemændene var en dansk spillemandskvartet, som udviklede sig til et folk- og countryrockband. Hvalsøspillemændene eksisterede fra 1972 til 1979 og udgav tre albums.
Bandet opstod i 1972 hos musikeren og komponisten Anders Roland på Østergade 1 i Hvalsø, da han og den senere filminstruktør Steen Rasmussen (kendt fra Wikke & Rasmussen) begyndte at spille sammen. Roland skrev melodierne, mens Rasmussen skrev teksterne og var forsanger.
Bandet havde i sin levetid stor udskiftning blandt musikerne, og ud over Roland og Rasmussen var bl.a. Mathilde og Peter Viskinde med i bandet.
Hvalsøspillemændene blev opløst i 1979, og Østergade 1 er i dag forsamlinghuset i Hvalsø.

## Musikere i Hvalsøspillemændene
- Anders Roland
- Steen Rasmussen
- Søren Berggreen
- Vagn Hansen
- Jesper Hindø
- Mathilde
- Leif Megyessi
- Jesper Bach
- Poul Jensen
- Asger Jacobsen
- John Olsen
- Jan Andersen
- H.C. Mogensen
- Ib Tranø
- Jens Rugsted
- Jens Breum
- Ole Halfdan
- Mogens Ostermann
- Peter Viskinde
- Hans Rørdam

## Diskografi
- Strejken på Politiken (1972), single i fællesskab med grafikerne på Politiken
- Lindø-sange (1973), EP i fællesskab med arbejderne på Lindøværftet
- Kom Ind (1975) LP, debut-album
- Østen for Solen (1978), LP
- Blålys (1979), LP

## Ekstern henvisning
- Fra begyndelsen – et personligt tilbageblik af Anders Roland Arkiveret 29. juli 2013 hos  Wayback Machine
- https://www.discogs.com/artist/1493703-Hvals%C3%B8spillem%C3%A6ndene
- Arkiveret 29. juli 2013 hos  Wayback Machine

| Musikgruppe | Spire Denne artikel om en dansk musikgruppe er en spire som bør udbygges. Du er velkommen til at hjælpe Wikipedia ved at udvide den. |